# Membrana biológica

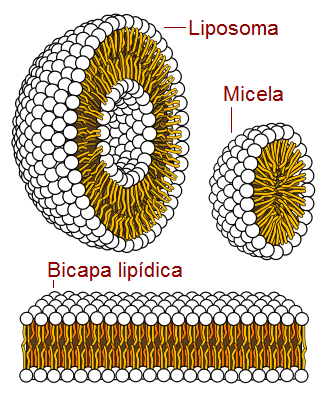
Vista en sección transversal de las estructuras que pueden formar los fosfolípidos en una solución acuosa

Una membrana biológica, biomembrana o membrana celular es una membrana de tipo selectivamente permeable, que separa la célula del medio ambiente extracelular o bien crea  compartimentos intracelulares. Las membranas biológicas, en forma de membranas de células de los eucariotas, consisten en una bicapa de fosfolípidos con proteínas periféricas e integradas que se utilizan en la comunicación y el transporte de sustancias químicas y iones. La mayor parte de los lípidos en una membrana celular proporciona una matriz fluida para que las proteínas giren y se difundan lateralmente para el funcionamiento fisiológico. Las proteínas se adaptan al entorno de alta fluidez de la membrana de la bicapa lipídica con la presencia de una capa lipídica anular, que consta de moléculas lipídicas unidas estrechamente a la superficie de proteínas integrales de la membrana. Las membranas celulares son diferentes de los tejidos aislantes formados por capas de células, como membranas mucosas, membranas basales y membranas serosas. 

## Composición

### Asimetría

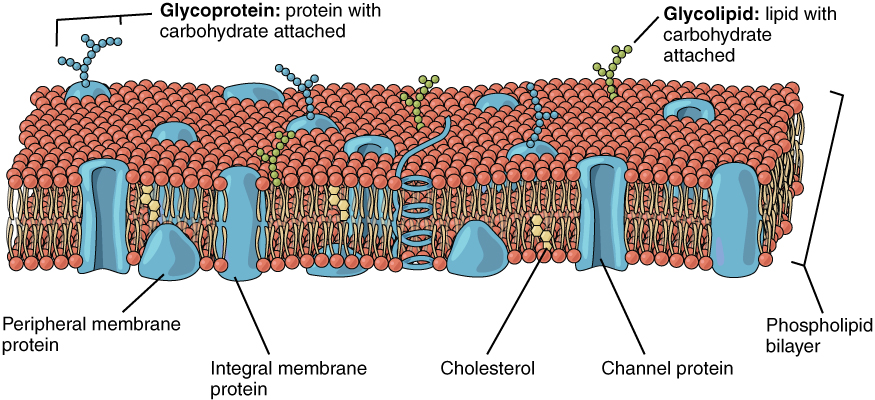
Un modelo de membrana fluida de la bicapa de fosfolípidos.

La bicapa lipídica consta de una capa externa y una interna. Los componentes de las bicapas se distribuyen de forma desigual entre las dos superficies para crear asimetría entre las superficies exterior e interior. Esta organización asimétrica es importante para funciones celulares como la señalización celular. La asimetría de la membrana biológica refleja las diferentes funciones de las dos valvas de la membrana. Como se ve en el modelo de membrana fluida de la bicapa de fosfolípidos, la valva externa y la valva interna de la membrana son asimétricas en su composición. Ciertas proteínas y lípidos descansan solo en una superficie de la membrana y no en la otra. 
- Tanto la membrana plasmática como las membranas internas tienen caras citosólicas y exoplasmáticas.
- Esta orientación se mantiene durante el tráfico de la membrana: las proteínas, lípidos, glicoconjugados que miran hacia la luz del retículo endoplasmático y el aparato de Golgi se expresan en el lado extracelular de la membrana plasmática.

En las células eucarióticas, los nuevos fosfolípidos son fabricados por enzimas unidas a la parte de la membrana del retículo endoplásmico que se enfrenta al citosol. Estas enzimas, que utilizan ácidos grasos libres como sustratos, depositan todos los fosfolípidos recién formados en la mitad citosólica de la bicapa. Para permitir que la membrana en su conjunto crezca uniformemente, la mitad de las nuevas moléculas de fosfolípidos deben transferirse a la monocapa opuesta. Esta transferencia es catalizada por enzimas llamadas flipasas. En la membrana plasmática, las flipasas transfieren fosfolípidos específicos de forma selectiva, de modo que los diferentes tipos se concentran en cada monocapa. 
Sin embargo, el uso de flipasas selectivas no es la única forma de producir asimetría en las bicapas lipídicas. En particular, opera un mecanismo diferente para los glucolípidos, los lípidos que muestran la distribución asimétrica más llamativa y consistente en las células animales.

### Lípidos
La membrana biológica está formada por lípidos con colas hidrofóbicas y cabezas hidrofílicas. Las colas hidrófobas son colas de hidrocarburos cuya longitud y saturación es importante para caracterizar la célula. Las balsas de lípidos se producen cuando las especies de lípidos y las proteínas se agregan en dominios de la membrana. Estos ayudan a organizar los componentes de la membrana en áreas localizadas que están involucradas en procesos específicos, como la transducción de señales. 
Los glóbulos rojos o eritrocitos tienen una composición lipídica única. La bicapa de glóbulos rojos está compuesta por colesterol y fosfolípidos en proporciones iguales en peso. La membrana de los eritrocitos juega un papel crucial en la coagulación de la sangre. En la bicapa de los glóbulos rojos se encuentra la fosfatidilserina. Suele estar en el lado citoplásmico de la membrana. Sin embargo, se invierte a la membrana externa para usarse durante la coagulación de la sangre. 

### Proteínas

Representación de una proteína integral de membrana de tipo transmembrana embebida en una bicapa lipídica. E=Espacio extracelular; P=Membrana plasmática; I=Espacio intracelular

Las bicapas de fosfolípidos contienen diferentes proteínas. Estas proteínas de membrana tienen varias funciones y características y catalizan diferentes reacciones químicas.
Las proteínas integrales atraviesan las membranas con diferentes dominios en cada lado. Las proteínas integrales mantienen una fuerte asociación con la bicapa lipídica y no pueden desprenderse fácilmente. Se disociarán solo con un tratamiento químico que rompa la membrana.
Las proteínas periféricas se diferencian de las proteínas integrales en que mantienen interacciones débiles con la superficie de la bicapa y pueden disociarse fácilmente de la membrana. Las proteínas periféricas se encuentran en una sola cara de una membrana y crean una asimetría de la membrana. 
| Clase funcional | Ejemplo                                                  | Función específica |
| --------------- | -------------------------------------------------------- | --- |
| Transportadores | bomba de Na+                                             | bombea activamente Na+ fuera de las células y K+ en                                                                        |
| Anclas          | integrinas                                               | enlazar los filamentos de actina intracelular con las proteínas de la matriz extracelular                                  |
| Receptores      | receptor del factor de crecimiento derivado de plaquetas | se une al PDGF extracelular y, como consecuencia, genera señales intracelulares que hacen que la célula crezca y se divida |
| Enzimas         | adenilil ciclasa                                         | cataliza la producción de la molécula de señalización intracelular AMP cíclico en respuesta a señales extracelulares       |

### Oligosacáridos
Los oligosacáridos son polímeros que contienen azúcar. En la membrana, pueden unirse covalentemente a lípidos para formar glicolípidos o unirse covalentemente a proteínas para formar glicoproteínas. Las membranas contienen moléculas de lípidos que contienen azúcar conocidas como glicolípidos. En la bicapa, los grupos de azúcar de los glicolípidos están expuestos en la superficie celular, donde pueden formar enlaces de hidrógeno. Los glicolípidos proporcionan el ejemplo más extremo de asimetría en la bicapa lipídica. Los glucolípidos realizan una gran cantidad de funciones en la membrana biológica que son principalmente comunicativas, incluido el reconocimiento celular y la adhesión célula-célula. Las glicoproteínas son proteínas integrales. Desempeñan un papel importante en la respuesta inmunitaria y la protección.

## Formación
La bicapa de fosfolípidos se forma debido a la agregación de lípidos de membrana en soluciones acuosas. La agregación es causada por el efecto hidrofóbico, donde los extremos hidrofóbicos entran en contacto entre sí y son secuestrados lejos del agua. Esta disposición maximiza los enlaces de hidrógeno entre las cabezas hidrófilas y el agua mientras minimiza el contacto desfavorable entre las colas hidrófobas y el agua. El aumento de los enlaces de hidrógeno disponibles aumenta la entropía del sistema, creando un proceso espontáneo. 

## Función
Las moléculas biológicas son anfifílicas o anfipáticas, es decir, son simultáneamente hidrofóbicas e hidrofílicas. La bicapa de fosfolípidos contiene grupos de cabeza hidrófilos cargados, que interactúan con el agua polar. Las capas también contienen colas hidrófobas, que se encuentran con las colas hidrófobas de la capa complementaria. Las colas hidrófobas suelen ser ácidos grasos que difieren en longitudes. Las interacciones de los lípidos, especialmente las colas hidrófobas, determinan las propiedades físicas de la bicapa lipídica como la fluidez. 
Las membranas en las células definen típicamente espacios o compartimentos cerrados en los que las células pueden mantener un entorno químico o bioquímico que difiere del exterior. Por ejemplo, la membrana alrededor de los peroxisomas protege al resto de la célula de los peróxidos, sustancias químicas que pueden ser tóxicas para la célula, y la membrana celular separa una célula del medio circundante. Los peroxisomas son una forma de vacuola que se encuentra en la célula y que contiene subproductos de reacciones químicas dentro de la célula. La mayoría de los orgánulos están definidos por tales membranas y se denominan orgánulos "unidos a la membrana". 

### Permeabilidad selectiva
Probablemente la característica más importante de una biomembrana es que es una estructura selectivamente permeable. Esto significa que el tamaño, la carga y otras propiedades químicas de los átomos y moléculas que intenten cruzarlo determinarán si lo logran. La permeabilidad selectiva es esencial para la separación efectiva de una célula u orgánulo de su entorno. Las membranas biológicas también tienen ciertas propiedades mecánicas o elásticas que les permiten cambiar de forma y moverse según sea necesario. 
Generalmente, pequeñas moléculas hidrófobas pueden atravesar fácilmente las bicapas de fosfolípidos mediante difusión simple.
Las partículas que son necesarias para la función celular pero que no pueden difundirse libremente a través de una membrana ingresan a través de una proteína de transporte de membrana o se absorben por medio de endocitosis, donde la membrana permite que una vacuola se una a ella y empuje su contenido hacia la célula. Muchos tipos de membranas plasmáticas especializadas pueden separar la célula del ambiente externo: apical, basolateral, presináptica y postsináptica, membranas de flagelos, cilios, microvellosidades, filopodios y lamelipodios, el sarcolema de las células musculares, así como mielina especializada y membranas de la columna dendrítica de neuronas. Las membranas plasmáticas también pueden formar diferentes tipos de estructuras "supramembrana" como caveolas, densidad postsináptica, podosoma, invadopodio, desmosoma, hemidesmosoma, adhesión focal y uniones celulares. Estos tipos de membranas difieren en la composición de lípidos y proteínas. 
Los distintos tipos de membranas también crean orgánulos intracelulares: endosoma; retículo endoplásmico liso y rugoso; retículo sarcoplásmico; aparato de Golgi; lisosoma; mitocondria (membranas internas y externas); núcleo (membranas internas y externas); peroxisoma; vacuola gránulos citoplasmáticos; vesículas celulares (fagosoma, autofagosoma, vesículas recubiertas de clatrina, vesículas recubiertas con COPI y recubiertas con COPII) y vesículas secretoras (incluidos sinaptosomas, acrosomas, melanosomas y gránulos de cromafines). Los diferentes tipos de membranas biológicas tienen diversas composiciones de lípidos y proteínas. El contenido de las membranas define sus propiedades físicas y biológicas. Algunos componentes de las membranas juegan un papel clave en la medicina, como las bombas de eflujo que bombean los medicamentos fuera de la célula. 

### Fluidez
El núcleo hidrófobo de la bicapa de fosfolípidos está en constante movimiento debido a las rotaciones alrededor de los enlaces de las colas lipídicas. Las colas hidrófobas de una bicapa se doblan y se bloquean. Sin embargo, debido al enlace de hidrógeno con el agua, los grupos de cabeza hidrófilos exhiben menos movimiento, ya que su rotación y movilidad están restringidas. Esto da como resultado un aumento de la viscosidad de la bicapa lipídica más cercana a las cabezas hidrófilas.
Por debajo de una temperatura de transición, una bicapa lipídica pierde fluidez cuando los lípidos altamente móviles exhiben menos movimiento convirtiéndose en un sólido similar a un gel. La temperatura de transición depende de componentes de la bicapa lipídica como la longitud de la cadena de hidrocarburos y la saturación de sus ácidos grasos. La fluidez de la dependencia de la temperatura constituye un atributo fisiológico importante para las bacterias y los organismos de sangre fría. Estos organismos mantienen una fluidez constante modificando la composición de ácidos grasos de lípidos de la membrana de acuerdo con diferentes temperaturas.
En las células animales, la fluidez de la membrana está modulada por la inclusión del esterol colesterol. Esta molécula está presente en cantidades especialmente grandes en la membrana plasmática, donde constituye aproximadamente el 20% en peso de los lípidos de la membrana. Debido a que las moléculas de colesterol son cortas y rígidas, llenan los espacios entre las moléculas de fosfolípidos vecinas que dejan los pliegues en sus colas de hidrocarburos insaturados. De esta forma, el colesterol tiende a endurecer la bicapa, haciéndola más rígida y menos permeable.
Para todas las células, la fluidez de la membrana es importante por muchas razones. Permite que las proteínas de la membrana se difundan rápidamente en el plano de la bicapa e interactúen entre sí, como es crucial, por ejemplo, en la señalización celular. Permite que los lípidos y las proteínas de la membrana se difundan desde los sitios donde se insertan en la bicapa después de su síntesis a otras regiones de la célula. Permite que las membranas se fusionen entre sí y mezclen sus moléculas, y asegura que las moléculas de la membrana se distribuyan uniformemente entre las células hijas cuando una célula se divide. Si las membranas biológicas no fueran fluidas, es difícil imaginar cómo las células podrían vivir, crecer y reproducirse.